# WWTR1
WWTR1 (англ. WW domain containing transcription regulator 1) – білок, який кодується однойменним геном, розташованим у людей на короткому плечі 3-ї хромосоми.  Довжина поліпептидного ланцюга білка становить 400 амінокислот, а молекулярна маса — 44 101.
| 10         |  | 20         |  | 30         |  | 40         |  | 50         |
| ---------- |  | ---------- |  | ---------- |  | ---------- |  | ---------- |
| MNPASAPPPL |  | PPPGQQVIHV |  | TQDLDTDLEA |  | LFNSVMNPKP |  | SSWRKKILPE |
| SFFKEPDSGS |  | HSRQSSTDSS |  | GGHPGPRLAG |  | GAQHVRSHSS |  | PASLQLGTGA |
| GAAGSPAQQH |  | AHLRQQSYDV |  | TDELPLPPGW |  | EMTFTATGQR |  | YFLNHIEKIT |
| TWQDPRKAMN |  | QPLNHMNLHP |  | AVSSTPVPQR |  | SMAVSQPNLV |  | MNHQHQQQMA |
| PSTLSQQNHP |  | TQNPPAGLMS |  | MPNALTTQQQ |  | QQQKLRLQRI |  | QMERERIRMR |
| QEELMRQEAA |  | LCRQLPMEAE |  | TLAPVQAAVN |  | PPTMTPDMRS |  | ITNNSSDPFL |
| NGGPYHSREQ |  | STDSGLGLGC |  | YSVPTTPEDF |  | LSNVDEMDTG |  | ENAGQTPMNI |
| NPQQTRFPDF |  | LDCLPGTNVD |  | LGTLESEDLI |  | PLFNDVESAL |  | NKSEPFLTWL |
|            |  |            |  |            |  |            |  |            |

A: Аланін

C: Цистеїн

D: Аспарагінова кислота

E: Глутамінова кислота

F: Фенілаланін

G: Гліцин

H: Гістидин

I: Ізолейцин

K: Лізин

L: Лейцин

M: Метіонін

N: Аспарагін

P: Пролін

Q: Глутамін

R: Аргінін

S: Серин

T: Треонін

V: Валін

W: Триптофан

Кодований геном білок за функціями належить до активаторів, фосфопротеїнів. 
Задіяний у таких біологічних процесах як транскрипція, регуляція транскрипції. 
Локалізований у цитоплазмі, ядрі.